# Tunisia ai Giochi della XXVII Olimpiade
La Tunisia partecipò ai Giochi della XXVII Olimpiade, svoltisi a Sydney, Australia, dal 15 settembre al 1º ottobre 2000, con una delegazione di 47 atleti impegnati in dieci discipline.